# Eleições parlamentares europeias de 2004 no distrito de Portalegre
| Eleições parlamentares europeias de 2004 em Portugal Distritos: Aveiro \| Beja \| Braga \| Bragança \| Castelo Branco \| Coimbra \| Évora \| Faro \| Guarda \| Leiria \| Lisboa \| Portalegre \| Porto \| Santarém \| Setúbal \| Viana do Castelo \| Vila Real \| Viseu \| Açores \| Madeira \| Estrangeiro |

## Resultados por Concelho
Os resultados nos concelhos do Distrito de Portalegre foram os seguintes:

### Alter do Chão
| Partido                 | Partido                                         | Votos | %               | +/-  |
| ----------------------- | ----------------------------------------------- | ----- | --------------- | ---- |
|                         | Partido Socialista                              | 654   | 48,27 / 100,00  | 3,66 |
|                         | Força Portugal                                  | 329   | 24,28 / 100,00  | 3,70 |
|                         | Coligação Democrática Unitária                  | 244   | 18,01 / 100,00  | 0,98 |
|                         | Bloco de Esquerda                               | 34    | 2,51 / 100,00   | 1,87 |
|                         | Partido Comunista dos Trabalhadores Portugueses | 28    | 2,07 / 100,00   | 0,42 |
|                         | Outros                                          | 34    | 2,50 / 100,00   |      |
| Votos Inválidos         | Votos Inválidos                                 | 32    | 2,36 / 100,00   | 0,89 |
| Total                   | Total                                           | 1 355 | 100,00 / 100,00 |      |
| Eleitorado/Participação | Eleitorado/Participação                         | 3 408 | 39,76 / 100,00  | 3,58 |

### Arronches
| Partido                 | Partido                                         | Votos | %               | +/-  |
| ----------------------- | ----------------------------------------------- | ----- | --------------- | ---- |
|                         | Partido Socialista                              | 610   | 55,61 / 100,00  | 0,63 |
|                         | Força Portugal                                  | 262   | 23,88 / 100,00  | 2,65 |
|                         | Coligação Democrática Unitária                  | 118   | 10,76 / 100,00  | 1,35 |
|                         | Bloco de Esquerda                               | 25    | 2,28 / 100,00   | 1,80 |
|                         | Partido Comunista dos Trabalhadores Portugueses | 20    | 1,82 / 100,00   | 0,23 |
|                         | Partido Popular Monárquico                      | 17    | 1,55 / 100,00   | 1,15 |
|                         | Outros                                          | 16    | 1,46 / 100,00   |      |
| Votos Inválidos         | Votos Inválidos                                 | 29    | 2,65 / 100,00   | 0,38 |
| Total                   | Total                                           | 1 097 | 100,00 / 100,00 |      |
| Eleitorado/Participação | Eleitorado/Participação                         | 2 936 | 37,36 / 100,00  | 2,67 |

### Avis
| Partido                 | Partido                                         | Votos | %               | +/-  |
| ----------------------- | ----------------------------------------------- | ----- | --------------- | ---- |
|                         | Coligação Democrática Unitária                  | 1 188 | 49,54 / 100,00  | 0,63 |
|                         | Partido Socialista                              | 658   | 27,44 / 100,00  | 0,95 |
|                         | Força Portugal                                  | 332   | 13,84 / 100,00  | 2,48 |
|                         | Bloco de Esquerda                               | 50    | 2,09 / 100,00   | 1,47 |
|                         | Partido Comunista dos Trabalhadores Portugueses | 38    | 1,58 / 100,00   | 0,21 |
|                         | Outros                                          | 40    | 1,68 / 100,00   |      |
| Votos Inválidos         | Votos Inválidos                                 | 92    | 3,84 / 100,00   | 0,65 |
| Total                   | Total                                           | 2 398 | 100,00 / 100,00 |      |
| Eleitorado/Participação | Eleitorado/Participação                         | 4 234 | 56,64 / 100,00  | 1,51 |

### Campo Maior
| Partido                 | Partido                                         | Votos | %               | +/-  |
| ----------------------- | ----------------------------------------------- | ----- | --------------- | ---- |
|                         | Partido Socialista                              | 1 353 | 55,27 / 100,00  | 1,99 |
|                         | Coligação Democrática Unitária                  | 586   | 23,94 / 100,00  | 1,02 |
|                         | Força Portugal                                  | 312   | 12,75 / 100,00  | 2,52 |
|                         | Bloco de Esquerda                               | 52    | 2,12 / 100,00   | 1,52 |
|                         | Partido Comunista dos Trabalhadores Portugueses | 46    | 1,88 / 100,00   | 0,07 |
|                         | Outros                                          | 34    | 1,39 / 100,00   |      |
| Votos Inválidos         | Votos Inválidos                                 | 65    | 2,65 / 100,00   | 0,78 |
| Total                   | Total                                           | 2 448 | 100,00 / 100,00 |      |
| Eleitorado/Participação | Eleitorado/Participação                         | 6 935 | 35,30 / 100,00  | 2,59 |

### Castelo de Vide
| Partido                 | Partido                                         | Votos | %               | +/-  |
| ----------------------- | ----------------------------------------------- | ----- | --------------- | ---- |
|                         | Partido Socialista                              | 706   | 52,45 / 100,00  | 1,99 |
|                         | Força Portugal                                  | 355   | 26,37 / 100,00  | 1,39 |
|                         | Coligação Democrática Unitária                  | 101   | 7,50 / 100,00   | 0,97 |
|                         | Bloco de Esquerda                               | 65    | 4,83 / 100,00   | 3,15 |
|                         | Partido Comunista dos Trabalhadores Portugueses | 20    | 1,49 / 100,00   | 0,19 |
|                         | Outros                                          | 30    | 2,23 / 100,00   |      |
| Votos Inválidos         | Votos Inválidos                                 | 69    | 5,13 / 100,00   | 1,47 |
| Total                   | Total                                           | 1 346 | 100,00 / 100,00 |      |
| Eleitorado/Participação | Eleitorado/Participação                         | 3 238 | 41,57 / 100,00  | 2,76 |

### Crato
| Partido                 | Partido                                         | Votos | %               | +/-  |
| ----------------------- | ----------------------------------------------- | ----- | --------------- | ---- |
|                         | Partido Socialista                              | 839   | 52,80 / 100,00  | 0,56 |
|                         | Força Portugal                                  | 321   | 20,20 / 100,00  | 0,11 |
|                         | Coligação Democrática Unitária                  | 251   | 15,80 / 100,00  | 3,53 |
|                         | Partido Comunista dos Trabalhadores Portugueses | 35    | 2,20 / 100,00   | 0,33 |
|                         | Bloco de Esquerda                               | 30    | 1,89 / 100,00   | 0,74 |
|                         | Outros                                          | 44    | 2,77 / 100,00   |      |
| Votos Inválidos         | Votos Inválidos                                 | 69    | 4,34 / 100,00   | 1,52 |
| Total                   | Total                                           | 1 589 | 100,00 / 100,00 |      |
| Eleitorado/Participação | Eleitorado/Participação                         | 3 791 | 41,92 / 100,00  | 1,07 |

### Elvas
| Partido                 | Partido                                         | Votos  | %               | +/-  |
| ----------------------- | ----------------------------------------------- | ------ | --------------- | ---- |
|                         | Partido Socialista                              | 3 567  | 59,50 / 100,00  | 3,67 |
|                         | Força Portugal                                  | 1 428  | 23,82 / 100,00  | 4,02 |
|                         | Coligação Democrática Unitária                  | 410    | 6,84 / 100,00   | 2,06 |
|                         | Bloco de Esquerda                               | 174    | 2,90 / 100,00   | 2,20 |
|                         | Partido Comunista dos Trabalhadores Portugueses | 93     | 1,55 / 100,00   | 0,03 |
|                         | Outros                                          | 139    | 2,33 / 100,00   |      |
| Votos Inválidos         | Votos Inválidos                                 | 184    | 3,07 / 100,00   | 0,50 |
| Total                   | Total                                           | 5 995  | 100,00 / 100,00 |      |
| Eleitorado/Participação | Eleitorado/Participação                         | 19 613 | 30,57 / 100,00  | 3,10 |

### Fronteira
| Partido                 | Partido                        | Votos | %               | +/-  |
| ----------------------- | ------------------------------ | ----- | --------------- | ---- |
|                         | Partido Socialista             | 812   | 52,83 / 100,00  | 4,10 |
|                         | Força Portugal                 | 397   | 25,83 / 100,00  | 5,66 |
|                         | Coligação Democrática Unitária | 178   | 11,58 / 100,00  | 1,22 |
|                         | Bloco de Esquerda              | 35    | 2,28 / 100,00   | 1,53 |
|                         | Outros                         | 52    | 3,39 / 100,00   |      |
| Votos Inválidos         | Votos Inválidos                | 63    | 4,10 / 100,00   | 0,81 |
| Total                   | Total                          | 1 537 | 100,00 / 100,00 |      |
| Eleitorado/Participação | Eleitorado/Participação        | 3 425 | 44,88 / 100,00  | 5,13 |

### Gavião
| Partido                 | Partido                                         | Votos | %               | +/-  |
| ----------------------- | ----------------------------------------------- | ----- | --------------- | ---- |
|                         | Partido Socialista                              | 1 203 | 62,33 / 100,00  | 0,81 |
|                         | Força Portugal                                  | 351   | 18,19 / 100,00  | 1,55 |
|                         | Coligação Democrática Unitária                  | 192   | 9,95 / 100,00   | 0,70 |
|                         | Partido Comunista dos Trabalhadores Portugueses | 38    | 1,97 / 100,00   | 0,19 |
|                         | Bloco de Esquerda                               | 34    | 1,76 / 100,00   | 0,89 |
|                         | Outros                                          | 46    | 2,39 / 100,00   |      |
| Votos Inválidos         | Votos Inválidos                                 | 66    | 3,42 / 100,00   | 0,39 |
| Total                   | Total                                           | 1 930 | 100,00 / 100,00 |      |
| Eleitorado/Participação | Eleitorado/Participação                         | 4 466 | 43,22 / 100,00  | 4,10 |

### Marvão
| Partido                 | Partido                        | Votos | %               | +/-  |
| ----------------------- | ------------------------------ | ----- | --------------- | ---- |
|                         | Partido Socialista             | 735   | 57,07 / 100,00  | 1,27 |
|                         | Força Portugal                 | 385   | 29,89 / 100,00  | 5,24 |
|                         | Bloco de Esquerda              | 32    | 2,48 / 100,00   | 1,55 |
|                         | Coligação Democrática Unitária | 29    | 2,25 / 100,00   | 0,02 |
|                         | Outros                         | 48    | 3,73 / 100,00   |      |
| Votos Inválidos         | Votos Inválidos                | 59    | 4,58 / 100,00   | 1,11 |
| Total                   | Total                          | 1 288 | 100,00 / 100,00 |      |
| Eleitorado/Participação | Eleitorado/Participação        | 3 577 | 36,01 / 100,00  | 3,63 |

### Monforte
| Partido                 | Partido                                         | Votos | %               | +/-  |
| ----------------------- | ----------------------------------------------- | ----- | --------------- | ---- |
|                         | Partido Socialista                              | 689   | 59,39 / 100,00  | 8,86 |
|                         | Força Portugal                                  | 219   | 17,60 / 100,00  | 3,96 |
|                         | Coligação Democrática Unitária                  | 206   | 16,56 / 100,00  | 5,17 |
|                         | Partido Comunista dos Trabalhadores Portugueses | 35    | 2,81 / 100,00   | 0,67 |
|                         | Bloco de Esquerda                               | 27    | 2,17 / 100,00   | 1,84 |
|                         | Outros                                          | 25    | 2,01 / 100,00   |      |
| Votos Inválidos         | Votos Inválidos                                 | 43    | 3,46 / 100,00   | 0,91 |
| Total                   | Total                                           | 1 244 | 100,00 / 100,00 |      |
| Eleitorado/Participação | Eleitorado/Participação                         | 2 939 | 42,33 / 100,00  | 2,59 |

### Nisa
| Partido                 | Partido                                         | Votos | %               | +/-  |
| ----------------------- | ----------------------------------------------- | ----- | --------------- | ---- |
|                         | Partido Socialista                              | 1 570 | 50,60 / 100,00  | 1,29 |
|                         | Força Portugal                                  | 745   | 24,01 / 100,00  | 2,53 |
|                         | Coligação Democrática Unitária                  | 434   | 13,99 / 100,00  | 0,85 |
|                         | Partido Comunista dos Trabalhadores Portugueses | 83    | 2,67 / 100,00   | 0,18 |
|                         | Bloco de Esquerda                               | 60    | 1,93 / 100,00   | 1,08 |
|                         | Outros                                          | 82    | 2,64 / 100,00   |      |
| Votos Inválidos         | Votos Inválidos                                 | 129   | 4,16 / 100,00   | 0,61 |
| Total                   | Total                                           | 3 103 | 100,00 / 100,00 |      |
| Eleitorado/Participação | Eleitorado/Participação                         | 7 735 | 40,12 / 100,00  | 5,69 |

### Ponte de Sôr
| Partido                 | Partido                                         | Votos  | %               | +/-  |
| ----------------------- | ----------------------------------------------- | ------ | --------------- | ---- |
|                         | Partido Socialista                              | 2 515  | 44,36 / 100,00  | 4,22 |
|                         | Coligação Democrática Unitária                  | 1 543  | 27,22 / 100,00  | 2,47 |
|                         | Força Portugal                                  | 1 002  | 17,68 / 100,00  | 5,50 |
|                         | Partido Comunista dos Trabalhadores Portugueses | 179    | 3,16 / 100,00   | 0,82 |
|                         | Bloco de Esquerda                               | 133    | 2,35 / 100,00   | 1,38 |
|                         | Outros                                          | 140    | 2,47 / 100,00   |      |
| Votos Inválidos         | Votos Inválidos                                 | 157    | 2,77 / 100,00   | 0,29 |
| Total                   | Total                                           | 5 669  | 100,00 / 100,00 |      |
| Eleitorado/Participação | Eleitorado/Participação                         | 15 404 | 36,80 / 100,00  | 2,82 |

### Portalegre
| Partido                 | Partido                        | Votos  | %               | +/-  |
| ----------------------- | ------------------------------ | ------ | --------------- | ---- |
|                         | Partido Socialista             | 4 278  | 52,00 / 100,00  | 2,28 |
|                         | Força Portugal                 | 2 511  | 30,52 / 100,00  | 4,51 |
|                         | Coligação Democrática Unitária | 537    | 6,53 / 100,00   | 2,54 |
|                         | Bloco de Esquerda              | 309    | 3,76 / 100,00   | 2,54 |
|                         | Outros                         | 278    | 3,38 / 100,00   |      |
| Votos Inválidos         | Votos Inválidos                | 314    | 3,82 / 100,00   | 0,87 |
| Total                   | Total                          | 8 227  | 100,00 / 100,00 |      |
| Eleitorado/Participação | Eleitorado/Participação        | 22 150 | 37,14 / 100,00  | 3,96 |

### Sousel
| Partido                 | Partido                                         | Votos | %               | +/-  |
| ----------------------- | ----------------------------------------------- | ----- | --------------- | ---- |
|                         | Partido Socialista                              | 969   | 44,35 / 100,00  | 3,37 |
|                         | Força Portugal                                  | 552   | 25,26 / 100,00  | 6,78 |
|                         | Coligação Democrática Unitária                  | 406   | 18,58 / 100,00  | 2,28 |
|                         | Partido Comunista dos Trabalhadores Portugueses | 61    | 2,79 / 100,00   | 0,55 |
|                         | Bloco de Esquerda                               | 44    | 2,01 / 100,00   | 1,29 |
|                         | Outros                                          | 47    | 2,15 / 100,00   |      |
| Votos Inválidos         | Votos Inválidos                                 | 106   | 4,85 / 100,00   | 0,83 |
| Total                   | Total                                           | 2 185 | 100,00 / 100,00 |      |
| Eleitorado/Participação | Eleitorado/Participação                         | 4 889 | 44,69 / 100,00  | 1,00 |